# Ludwig Christoph Heinrich Hölty
Ludwig Christoph Heinrich Hölty, född 21 december 1748 i Mariensee utanför Neustadt am Rübenberge, död 1 september 1776 i Hannover, var en tysk folklig diktare i kretsen av Göttinger Hainbund.
Hölty hade en aspråkslös grace och mjukhet, varm naturkänsla och ett harmoniskt språk som kännetecken för sin poesi. Hans spökballader är bland genrens tidigaste i Tyskland och han företedde trots sin anakreontiska läggning vissa drag av vaknande Sturm und Drang. Sina flesta dikter publicerade han i kalendrar och tidskrifter. Först efter hans död i tuberkulos samlades de i bokform av A.F. Geissler (Gedichte, 2 band, 1782–84).